# Gustavo Monroy Garaicoa
Gustavo Monroy Garaicoa (Guayaquil, 20 de agosto de 1891-Guayaquil, 15 de abril de 1961) fue un historiador ecuatoriano.

## Biografía
Nacido en la ciudad de Guayaquil, hijo del abogado Palemón Monroy y Cedillo y de la señora guayaquileña Rosario Ventura de Garaicoa Garcés. Fue por su iniciativa que se funda el Centro de Investigaciones Históricas de Guayaquil, cuyo acto inaugural se celebró en el Palacio Municipal de Guayaquil, el 9 de julio de 1930. Entre sus miembros fundadores a más del ya citado se encontraban Carlos Matamoros Jara, Virgilio Drouet y Fuentes, Alejandro Gangotena Carbo, César Villavicencio Enríquez, Juan Antonio Alminate, Manuel Jurado Rumbea, Carlos Rolando Lobatón y José Tomás de Verdaguer García. Lo que motivó la fundación de este centro fue la de formar un archivo histórico para la ciudad atesorando los documentos del pasado hallados en las distintas escribanía hoy conocidas como notarías. Ocupó el cargo de secretario de la institución histórica. Falleció en su ciudad natal en 1961.

## Obras

### Artículos
- La Gloriosa, 2 p.[4]
- Guayaquileños notables del coloniaje, 5 p.[5]
- Discurso contestación, 2 p.[6]
- El Real de Lima estuvo acuartelado en San Alejo, 3 p.[7]
- La virgen de las Mercedes y su cofradía estuvieron primero en San Agustín, 3 p.[8]
- Guayaquileños notables del coloniaje (Los Robles), 19 p.[9]
- Apuntes para la historia de la Marina de Guerra del Ecuador.[10]
- Disquisiciones históricas: El Puente del Salado, 4 p.[11]